# Mistrzostwa Panamerykańskie w Judo 1998
Mistrzostwa panamerykańskie odbywały się w dniach 29-30 listopada 1998 roku w Santo Domingo. W tabeli medalowej tryumfowali judocy z Kuby.

## Klasyfikacja medalowa
Gospodarz zawodów został zaznaczony kolorem.
| Miejsce | Państwo           |    |    |    | Razem |
| ------- | ----------------- | -- | -- | -- | ----- |
| 1       | Kuba              | 12 | 1  | 2  | 15    |
| 2       | Stany Zjednoczone | 2  | 4  | 6  | 12    |
| 3       | Brazylia          | 1  | 2  | 5  | 8     |
| 4       | Kanada            | 1  | 2  | 3  | 6     |
| 5       | Argentyna         | 0  | 2  | 4  | 6     |
| 6       | Wenezuela         | 0  | 1  | 6  | 7     |
| 7       | Ekwador           | 0  | 1  | 1  | 2     |
| 8       | Chile             | 0  | 1  | 0  | 1     |
| .       | Portoryko         | 0  | 1  | 0  | 1     |
| .       | Meksyk            | 0  | 1  | 0  | 1     |
| 11      | Dominikana        | 0  | 0  | 5  | 5     |
| Razem   | Razem             | 16 | 16 | 32 | 64    |

## Medaliści

### Mężczyźni
| Konkurencja: | Złoto:          | Srebro:            | Brąz:                              |
| −56 kg       | Pedro Mena      | Rogério Miyague    | Suil Barragán Edgardo Caminos      |
| −60 kg       | Fúlvio Miyata   | Yordanis Arencibia | Brandan Greczkowski Juan Jacinto   |
| −66 kg       | Manolo Poulot   | Jacob Flores       | Martín Ríos Ludwing Ortiz          |
| −73 kg       | Jimmy Pedro     | Carlos Méndez      | Eduardo Manglés Sérgio Oliveira    |
| −81 kg       | Gabriel Arteaga | David Beaudin      | Todd Brehe Flávio Canto            |
| −90 kg       | Brian Olson     | Eduardo Costa      | Juan Carlos Díaz Yosvane Despaigne |
| −100 kg      | Nicolas Gill    | Gabriel Lama       | Ato Hand Yosvani Kessel            |
| ponad 100 kg | Ángel Sánchez   | Joseph Felton      | Daniel Hernandes Sandy Kent        |

### Kobiety
| Konkurencja: | Złoto:            | Srebro:              | Brąz:                          |
| −45 kg       | Consuelo González | Juliana Rodríguez    | Yarelis Suero Roselys Guacarán |
| −48 kg       | Amarilis Savón    | Talia Fuentes        | Carolyne Lepage Jenny Martínez |
| −52 kg       | Legna Verdecia    | Carolina Mariani     | Fabiane Hukuda Jackelin Díaz   |
| −57 kg       | Driulis González  | Alicia Herrera       | Claudia Quinteros Ellen Wilson |
| −63 kg       | Kenia Rodríguez   | Vânia Ishii          | Eleucadia Vargas Celita Schutz |
| −70 kg       | Sibelis Veranes   | Sandra Atsuko Bacher | Dulce Piña Niki Jenkins        |
| −78 kg       | Diadenis Luna     | Kimberly Ribble      | Amy Tong Silvana Filippi       |
| ponad 78 kg  | Daima Beltrán     | Colleen Rosensteel   | Carmen Chalá Priscila Marques  |